# Seo In-guk
Dans ce nom coréen, le nom de famille, Seo, précède le nom personnel.
Seo In-guk (en coréen : 서인국; en japonais:  ソ・イングク), né le 23 octobre 1987 à Ulsan,  est un acteur et chanteur sud-coréen. Il est le gagnant de la saison 1 de l'émission sud-coréenne, Superstar K.

## Biographie

### Jeunesse et études
Issu d'une famille pauvre, Seo In-guk vit avec sa famille à Ulsan où ils faisaient la collecte de matières recyclables. À l'âge de 10 ans, il commence à rêver de devenir chanteur après avoir écouté le chanteur, Kim Jung-min. Son père désapprouve l'idée qu'il devienne chanteur et In-Guk n'est soutenu que par sa mère. Étant un garçon timide, il découvre son talent sur scène lors des réunions familiales et dans des événements organisés par son école. Il passe deux auditions pour le label JYP Entertainment. Sa première audition échoue, les juges le rejettent à cause de son poids. Il développe par la suite un trouble de l'alimentation, à la suite de ses efforts pour perdre du poids. Sa deuxième audition est un nouvel échec, ses cordes vocales ayant été endommagées par la boulimie,. À cette époque, il étudiait la musique à l'université Daehul.

### Carrière musicale et cinématographique

#### Superstar K (2009)
Encouragé par son cousin, Seo In-guk auditionne pour la toute première saison de Superstar K. Le 9 octobre 2009, Seo In-guk remporte la finale face au finaliste Jo Moon-geun et Gil Hak-mi. Du fait de sa renommée, il a dû faire face à des rumeurs de recours à la chirurgie esthétique et de traitement de faveur des trois principales chaines télévisées de Corée du Sud, KBS, MBC et SBS, les chaînes lui auraient accordé plusieurs interviews et plus d'attention qu'aux autres concurrents de l'émission.

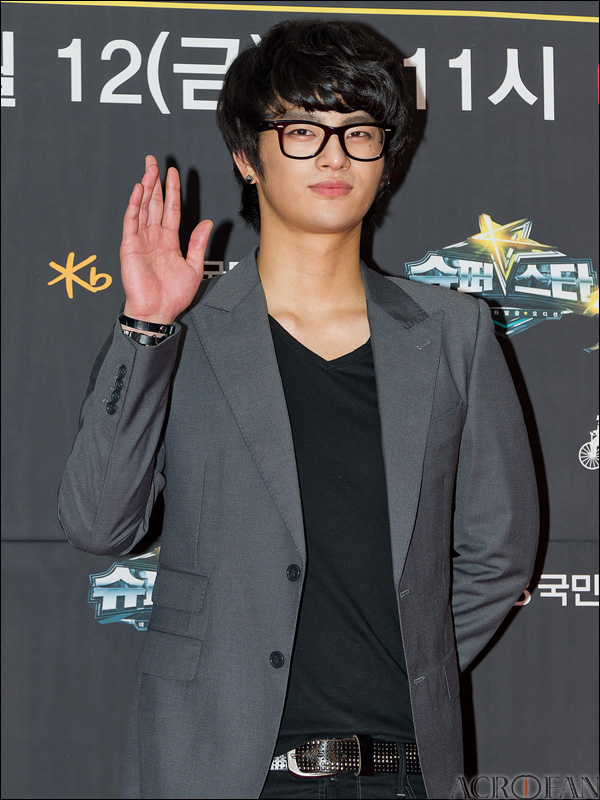
Seo In-guk en avril 2011.

#### Solo et cinéma
En décembre 2011, Seo In-guk joue dans la comédie musicale Gwanghwamun Love Song dans le rôle de Hyun-woo.
En 2012, il commence sa carrière d'acteur en jouant dans la série télévisée Love Rain. Le personnel de la production a révélé qu'il aurait délibérément pris du poids pour son rôle. Il a également été félicité par le réalisateur de la série, Yoon Suk-ho,. En juillet, il signe avec l'agence japonaise Irving Entertainment afin de développer sa carrière musicale au Japon. Plus tard, il décroche son premier rôle principal dans la série télévisée Reply 1997 où il incarne le rôle de Yoon Yoon-jae, premier de la classe et meilleur ami d'enfance de Sung Shi-won.
En septembre, il enregistre en duo avec l'actrice Jung Eun-ji, deux chansons pour la bande originale de la série Reply 1997 : All For You, remake du groupe sud-coréen, Cool et Just the Way We Love de la bande originale du film Love Wind Love Song. Seok In-guk est arrivé en tête sur les sites de musique en ligne, y compris Gaon Singles Chart et K-Pop Hot Billboard 100,. Le 19 septembre 2012, la chanson All For You a été classé 1re dans le programme musical KM Mnet Music Triangle.
Peu de temps après, Seo In-guk apparaît dans le rôle de Yoo Seung-gi, époux infidèle de Park Mi-im dans la série télévisée Rascal Sons. Il a choisi de tourner dans le drama familiale du week-end afin de mieux apprendre de ses principaux collaborateurs dans le casting.

### Engagement humanitaire et social
Seo In-guk est choisi le 15 mai 2013 comme officier de police honoraire et ambassadeur du département de police de Ulsan jusqu'en 2015. Étant une célébrité à Ulsan, il a été choisi pour son sérieux et son image de bien élevé,. En août, il est élu de nouveau ambassadeur de la conférence de plénipotentiaires de l'UIT de 2014 avec Jung Eun-ji. Ils avaient déjà été élu comme ambassadeurs en 2012 pour promouvoir l’événement.
Le 21 juillet 2014, il est nommé ambassadeur de la cinquième édition de Korea Brand and Entertainment Expo 2014 (KBEE 2014) avec le groupe VIXX organisé à São Paulo, au Brésil. Mais il ne sera pas en mesure de participer à l'événement en raison de son emploi du temps.

## Filmographie

### Cinéma
| Année | Film                 | Titre original | Réalisateur   | Rôle                          |
| ----- | -------------------- | -------------- | ------------- | ----------------------------- |
| 2013  | No Breathing         | 노브레싱       | Jo Yong-sun   | Jo Won-il                     |
| 2021  | Pipeline             | 파이프라인     | Yoo Ha        | Pin Dol-yi, drilling engineer |
| 2022  | Project Wolf Hunting | 늑대사냥       | Kim Hong-seon | Park Jong-doo                 |

### Télévision
| Année       | Série télévisée              | Titre original                                     | Rôle                                        | Chaîne télévisée |
| ----------- | ---------------------------- | -------------------------------------------------- | ------------------------------------------- | ---------------- |
| 2012        | Sarangbi                     | 사랑비                                             | Kim Chang-mo (1970s) / Kim Jeon-seol (2012) | KBS2             |
| 2012        | Eungdabhara 1997             | 응답하라 1997                                      | Yoon Yoon-jae                               | TVN              |
| 2012        | Rascal Sons                  | 아들녀석들                                         | Yoo Seung-gi                                | MBC              |
| 2013        | I Live Alone                 | 나 혼자 산다                                       | Lui-même                                    | MBC              |
| 2013        | Jugun-ui taeyang             | 주군의 태양                                        | Kang Woo                                    | SBS              |
| 2013        | Eungdabhara 1994             | 응답하라 1994                                      | Yoon Yoon-jae (caméo, épisode 16-17)        | TVN              |
| 2014        | Another Parting              | 어떤 안녕                                          | Ahn Young-mo                                | Dramacube        |
| 2014        | High School King of Savvy    | 고교처세왕                                         | Lee Min-seok / Lee Hyung-seok               | TVN              |
| 2014        | The King's Face              | 왕의 얼굴                                          | Gwanghaegun                                 | KBS              |
| 2015        | Hello Monster                | 너를 기억해                                        | Lee Hyun / David Lee                        | KBS2             |
| 2016        | Squad 38                     | 38사기동대                                         | Yang Jeong-do                               | OCN              |
| 2016        | Shopping King Louie          | 쇼핑왕 루이                                        | Louis / Kang Ji-sung                        | MBC              |
| 2018        | The Smile Has Left Your Eyes | 하늘에서 내리는 1억개의 별                         | Kim Mu Yeong                                | TVN              |
| 2021        | Doom At Your Service         | 어 느 날 우 리 집 현 관 으 로 멸 망 이 들 어 왔 다 | Myeol Mang                                  | TVN              |
| 2021        | Navillera                    | 나빌레라                                           | Hwan-hee (caméo, épisode 9)                 | TVN              |
| 2022        | Café Minamdang               | 미남당                                             | Nam Han Joon                                | KST              |
| 2023 - 2024 | Death's Game                 | 이재, 곧 죽습니다                                  | Choi Yee-jae                                | TVING            |

## Discographie

### Singles

#### Singles en coréen
| Année | Single                                                                                             | Album promu                                  |
| ----- | -------------------------------------------------------------------------------------------------- | -------------------------------------------- |
| 2009  | Run to Me (달려와) (Rally Ver. 2) (feat. BIGTONE)                                                  |                                              |
| 2010  | Take (cover coréen de Take on Me de A-ha)                                                          |                                              |
| 2010  | Christmas Time                                                                                     | Jelly Christmas                              |
| 2011  | Broken                                                                                             |                                              |
| 2011  | Shake It Up                                                                                        |                                              |
| 2011  | Christmas for All (모두에게 크리스마스)                                                            | Jelly Christmas 2011                         |
| 2012  | Because It's Christmas (크리스마스니까) (feat. Sung Si-kyung, Park Hyo-shin, Lee Seok-hoon & VIXX) | Jelly Christmas 2012 Heart Project           |
| 2013  | I Can't Live Because of You (너 땜에 못 살아) (feat. Verbal Jint)                                  | Y.BIRD from Jellyfish Island with Seo In-guk |
| 2014  | (Bomtanaba) (Mellow Spring) (봄 타나봐)                                                            | Bomtanaba (Mellow Spring)                    |

### Collaborations
| Année | Single                                                                                             | Album promu                                  |
| ----- | -------------------------------------------------------------------------------------------------- | -------------------------------------------- |
| 2009  | Run to Me (달려와) (Rally Ver. 2) (feat. BIGTONE)                                                  |                                              |
| 2010  | Prime Time (feat. Lisa)                                                                            | Aegiya                                       |
| 2010  | 첫눈에 (feat. Bekah du groupe After School)                                                        | Aegiya                                       |
| 2012  | Time Machine (feat. Swings)                                                                        | Perfect Fit                                  |
| 2012  | All For You (feat. Jung Eun-ji)                                                                    | Love Story - Part 1                          |
| 2012  | Just the Way We Love (우리 사랑 이대로) (feat. Jung Eun-ji)                                        | Love Story - Part 2                          |
| 2012  | Because It's Christmas (크리스마스니까) (feat. Sung Si-kyung, Park Hyo-shin, Lee Seok-hoon & VIXX) | Jelly Christmas 2012 Heart Project           |
| 2013  | I Can't Live Because of You (너 땜에 못 살아) (feat. Verbal Jint)                                  | Y.BIRD from Jellyfish Island with Seo In-guk |
| 2013  | Were We Happy (행복했을까) (feat. Ku Hye-sun)                                                      |                                              |

### Musique de films et de séries télévisées
| Année | Titre                     | Titre original    | Chansons                                                                                    |
| ----- | ------------------------- | ----------------- | ------------------------------------------------------------------------------------------- |
| 2012  | Love Rain                 | 사랑비            | Fate (Like a Fool) (운명 (바보처럼))                                                        |
| 2012  | Reply 1997                | 응답하라 1997     | All For You (feat. Jung Eun-ji) Just the Way We Love (우리 사랑 이대로) (feat. Jung Eun-ji) |
| 2013  | Master's Sun              | 주군의 태양       | 겁도 없이                                                                                   |
| 2014  | High School King of Savvy | 고교처세왕        | Finding Myself (돌아오는 길)                                                                |
| 2023  | Death's Game              | 이재, 곧 죽습니다 | Even If There's No Miracle (기적은 없어도)                                                  |

## Clips musicaux
| Année | Titre             | Titre original | Artiste      |
| ----- | ----------------- | -------------- | ------------ |
| 2012  | Please Don't      | 이러지마 제발  | K.Will       |
| 2012  | I Just Walked     | 그냥 걸었어    | Jo Moon-geun |
| 2013  | Pick up the phone | 다시는,포에버  | Phone        |
| 2013  | Would You ?       | 이러지마 제발  | Swings       |
| 2014  | Another Parting   | 어떤안녕       | Melody Day   |

## Distinctions
Cette section récapitule les principales récompenses et nominations obtenues par Seo In-guk. Pour une liste plus complète, se référer à l'Internet Movie Database.
| Année | Cérémonie                    | Pays                                        | Résultat | Prix                                                | Film                                |
| ----- | ---------------------------- | ------------------------------------------- | -------- | --------------------------------------------------- | ----------------------------------- |
| 2009  | Cyworld Digital Music Awards | Drapeau de la Corée du Sud                  | Remporté | Espoir masculin de l'année                          | Calling                             |
| 2010  | Mnet Asian Music Awards      | Drapeau de la République populaire de Chine | Proposé  | Meilleur nouveau artiste masculin                   | Love U                              |
| 2012  | 5e Korea Drama Awards        | Drapeau de la Corée du Sud                  | Remporté | Meilleur nouveau acteur                             | Love Rain (2012)                    |
| 2012  | 5e Korea Drama Awards        | Drapeau de la Corée du Sud                  | Remporté | Meilleur couple partagé avec Jung Eun-ji            | Reply 1997 (2012)                   |
| 2012  | 5e Style Icon Awards         | Drapeau de la Corée du Sud                  | Remporté | Top 10 des icônes de style partagé avec Jung Eun-ji | Reply 1997 (2012)                   |
| 2012  | 1re K-Drama Star Awards      | Drapeau de la Corée du Sud                  | Remporté | Rising Star Award                                   | Reply 1997 (2012)                   |
| 2012  | 1re K-Drama Star Awards      | Drapeau de la Corée du Sud                  | Remporté | Meilleur couple partagé avec Jung Eun-ji            | Reply 1997 (2012)                   |
| 2012  | 1re K-Drama Star Awards      | Drapeau de la Corée du Sud                  | Remporté | Meilleur OST                                        | All for You (featuring Jung Eun-ji) |
| 2012  | 14e Mnet Asian Music Awards  | Drapeau de Hong Kong                        | Remporté | Meilleur OST                                        | All for You (featuring Jung Eun-ji) |
| 2012  | 4e Melon Music Awards        | Drapeau de la Corée du Sud                  | Remporté | Meilleur OST                                        | All for You (featuring Jung Eun-ji) |
| 2012  | MBC Drama Awards             | Drapeau de la Corée du Sud                  | Proposé  | Meilleur nouveau acteur                             | Rascal Sons (2012)                  |
| 2012  | KBS Drama Awards             | Drapeau de la Corée du Sud                  | Proposé  | Meilleur nouveau acteur                             | Love Rain (2012)                    |
| 2013  | 2e Gaon Chart K-Pop Awards   | Drapeau de la Corée du Sud                  | Remporté | Chanson de l'année (Septembre)                      | All for You (featuring Jung Eun-ji) |
| 2013  | 49e Baeksang Arts Awards     | Drapeau de la Corée du Sud                  | Proposé  | Meilleur nouveau acteur à la télévision             | Reply 1997 (2012)                   |
| 2013  | SBS Drama Awards             | Drapeau de la Corée du Sud                  | Remporté | Prix de la nouvelle star                            | Master's Sun (2013)                 |
| 2014  | 3e Gaon Chart K-Pop Awards   | Drapeau de la Corée du Sud                  | Remporté | Chanson de l'année (Décembre)                       | Loved You (featuring Zi-A)          |
| 2014  | 50e Baeksang Arts Awards     | Drapeau de la Corée du Sud                  | Proposé  | L'acteur le plus populaire à la télévision          | Master's Sun (2013)                 |
| 2014  | 7e Korea Drama Awards        | Drapeau de la Corée du Sud                  | Proposé  | Prix d'excellence, acteur                           | High School King of Savvy (2014)    |
| 2014  | 7e Style Icon Awards         | Drapeau de la Corée du Sud                  | Proposé  | Top 10 des icônes de style                          |                                     |
| 2014  | KBS Drama Awards             | Drapeau de la Corée du Sud                  | Proposé  | Prix d'excellence, acteur dans un drama mi-long     | The King's Face (2014)              |
| 2014  | KBS Drama Awards             | Drapeau de la Corée du Sud                  | Remporté | Meilleur nouveau acteur                             | The King's Face (2014)              |
| 2014  | 16e Mnet Asian Music Awards  | Drapeau de Hong Kong                        | Proposé  | Meilleure Collaboration (avec Zi-A)                 | Loved You                           |

- Pour Love Rain, il a eu 1 proposition de récompenses et en a remporté 1.
- Pour Reply 1997, il a eu 1 proposition de récompenses et en a remporté 4.